# II. Oródész pártus király
II. Oródész (pártus nyelven 𐭅𐭓𐭅𐭃 Wērōd) a Pártus Birodalom királya i. e. 57-től i. e. 37-ig. 
Oródész III. Phraatész fia volt, akit i. e. 57-ben bátyjával, IV. Mithridatésszal közösen meggyilkolt. A fivérek hamarosan egymás ellen fordultak és a küzdelemből Oródész került ki győztesen. 
A belháború lezárásával egyidőben a rómaiak megtámadták a pártusokat. Marcus Licinius Crassus, az első triumvirátus tagja megpróbálta kiterjeszteni a Római Birodalom keleti határait, de i. e. 53-ban a carrhae-i csatában Oródész hadvezére, Szurena katasztrofális vereséget mért rá, ahol maga Crassus is odaveszett. Oródész Örményországot szállta meg és kényszerítette királyát, II. Artavazdészt, hogy bontsa fel szövetségét a rómaiakkal. A carrhaei győzelem hosszú időre biztosította a Pártus Birodalom Eufrátesznél húzódó nyugati határát. A pártusok a következő évben rátámadtak Szíria provinciára, de nem értek el jelentős sikereket. A túlságosan sikeres Szurenát a király megölette.
A római polgárháborúban a pártusok előbb Pompeiusszal, majd Brutusszal és Cassiusszal szövetkeztek, de tevőlegesen nem avatkoztak közbe, míg i. e. 40-ben Oródész legidősebb fia és trónörököse, Pakórosz meg nem szállta Szíriát és Kis-Ázsia egy részét. A római ellentámadásban Pakórosz elesett, az idős Oródész pedig nem sokkal később átadta trónját másik fiának, IV. Phraatésznek, majd nem sokkal később meghalt.

## Származása

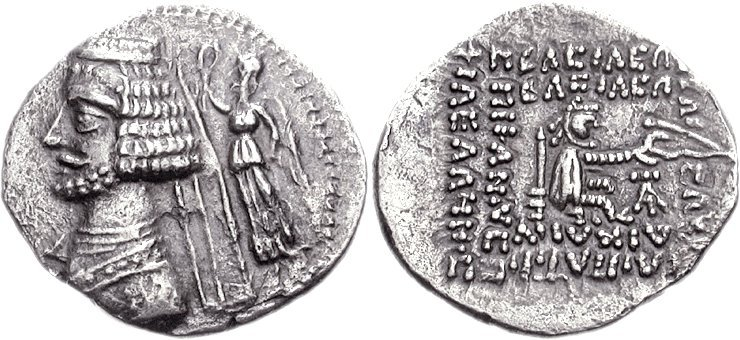
II. Oródész pénze a győzelem szárnyas istennőjével

Oródész az i. e. 70-es években születhetett, esetleg valamivel korábban. Apja III. Phraatész király volt, aki az Arszakida dinasztián belül az ún. Szinatrukida ághoz tartozott. Neve (Ὀρώδης) a középiráni Wērōd vagyUrūd (𐭅𐭓𐭅𐭃) görög átirata. A név etimológiája vitatott, modern iráni megfelelője a Viru (ویرو).
Apja uralkodása idején jó kapcsolatokat épített ki a birodalom keleti felének arisztokratáival, különösen a Szuren-klánnal és talán az indo-szkítákkal is. Feltehetően még uralomra jutása előtt feleségül vett egy indo-szkíta hercegnőt, aki Phraatész fiát és talán legidősebb fiát, Pakóroszt szülte neki.
I. e. 57-ben Oródész és bátyja, IV. Mithridatész meggyilkolták apjukat. A trónt Mithridatész foglalta el és Oródész eleinte támogatta bátyját, az egyetértés azonban rövid életűnek bizonyult. A két fiver hamar egymás ellen fordult és Oródész a Szuren-klán (és talán Szakasztán szkítáinak) támogatásával fellázadt. Mindketten felvették a "királyok királya" címet, hogy bizonyítsák saját uralmuk legitimitását.
Mithridatész hamarosan kénytelen volt a birodalommal szomszédos római provinciába, Syriába menekülni, ahol Aulus Gabinius proconsul befogadta. Gabinius segítséget ígért neki és jelentős segédcsapatokkal el is kísérte az Eufrátesz határfolyóig; ott azonban visszafordult, mert a elűzött XII. Ptolemaiosz egyiptomi fáraó jelentős összeggel lefizette, hogy segítse vissza a trónjára. Mithridatész római segítség nélkül folytatta akcióját és sikerült is elfoglalnia Babilóniát. I. e. 55-ben rövid időre elűzte Oródészt és Szeleukeiában pénz bocsátott ki.
I. e. 54-ben Oródész hadvezére, Szurena ostrom alá vette Szeleukeiában. Mithridatész hosszas ellenálllás után kitört a városból, vereséget szenvedett és elfogták. Oródész ezt követően kivégeztette bátyját. Oródészt klánjának öröklött joga szerint Szurena koronázta meg.

## Uralkodása

A pártus-római határvidék i. e. 55 körül

Ugyanebben az időben Marcus Licinius Crassus syriai proconsul (Caesar és Pompeius mellett az egyik triumvir), névleg Mithridatészt megsegítendő, hadjáratot szervezett a Pártus Birodalom ellen. Oródész követei megpróbálták lebeszélni erről, de ő csak annyi válaszolt, hogy majd Szeleukeiában megadja nekik a válaszát. A legidősebb pártus követ, Vagiszész erre a tenyerét előrenyújtva így felelt: "Hidd el, Crassus, előbb nő ki itt a szőr, mint hogy te meglásd Szeleukeiát." A római szövetséges örmény király, II. Artavazdész felajánlotta Crassusnak hogy vonuljon Örményországon keresztül, ahol a hegyes vidék hátrányt jelent a pártus lovasságnak és 40 ezer katonával is meg tudta volna erősíteni a római hadsereget. A proconsul azonban elutasította az ajánlatát és a közvetlen útvonalon, Mezopotámia síkságán keresztül támadott.

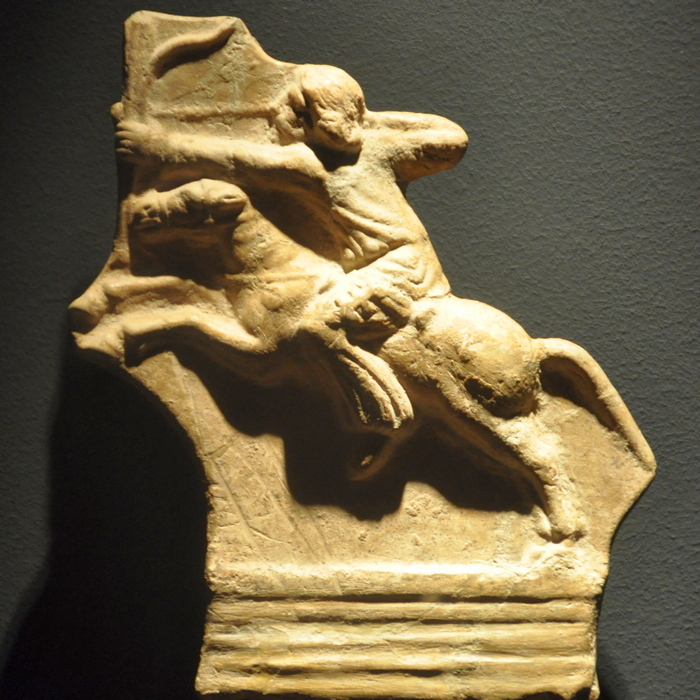
Pártus lovas íjász szobra (Palazzo Madama, Torino)

A rómaiak Carrhae (ma Harran) felé indultak. Eközben Oródész bevonult Örményországba, elvágva őket az örmény utánpótlástól. Rávette Artavazdészt, hogy mondja fel a római szövetséget és vele szövetkezzék; ennek megpecsételésére Pakórosz trónörökös feleségül vette Artavazdész húgát. Oródész Kommagéné királyával, I. Antiokhosszal is szövetségre lépett és feleségül vette annak lányát, Laodikét. Crassus elé Szurenát küldte, csupa lovasból álló sereggel. Szurenénak ezer katafrakt (kopjás nehézlovas) és 9 ezer lovasíjász állt a rendelkezésére; ezzel szemben Crassusnak hét légiója volt, mellette segédcsapatokkal (többek között gall lovasok és könnyűgyalogosok). Összességében a rómaiak nagyjából négyszeres létszámfölényben voltak.
A carrhae-i csatában a pártus lovasság körbevette a lassú, római nehézgyalogságot és biztos távolságból nyilakkal tizedelte meg őket. Crassus arra várt, hogy kifogyjanak a nyílból, de aztán látta, hogy az utánpótlást tevékkel biztosították. A csatában mintegy 20 ezer római esett el, 10 ezer fogságba esett, 10 ezer pedig, Crassusszal együtt elmenekült. Szurena utolérte őket és tárgyalásokat kezdett, amelynek során egy félreértés miatt dulakodás indult és eközben Crassust leszúrták A római vezér levágott fejét elküldték Oródésznek, aki éppen fiának és Artavazdész húgának esküvőjét ünnepelte és Euripidész Bacchánsnők c. tragédiáját nézte. A küldönc elédobta Crassus fejét, amit az egyik színész felvett és Pentheusz király maszkja helyett használta.
A carrhae-i csata Róma történetének legsúlyosabb vereségei közé tartozott és a rómaiak hosszú időre kénytelenek voltak a pártusokat legalábbis velük egyenlő erős hatalomként elfogadni. Szurena a zsákmánnyal visszatért Szeleukeiába a győzelmet ünnepelni. Oródész azonban úgy ítélte meg, hogy hadvezére túlságosan népszerű lett, tartott tőle, hogy a trónjára tör, ezért röviddel később kivégeztette. Emiatt kapcsolata a Szuren-klánnal megromlott, de maradtak még keleten támogatói, többek között I. Azész indo-szkíta király.

### A szíriai hadjáratok

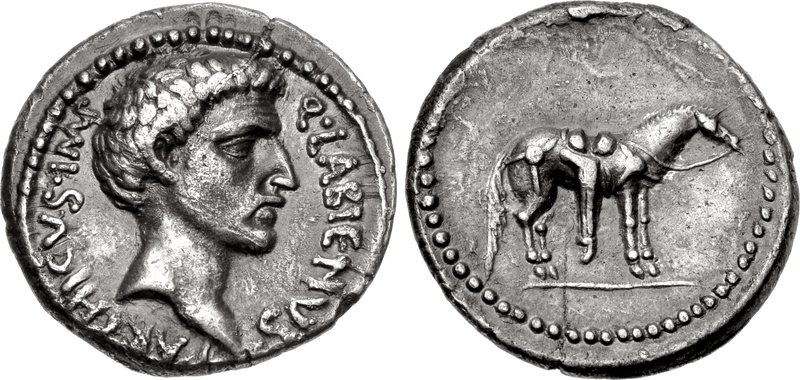
Quintus Labienus által kibocsátott pénzérme

A pártusok a carrhae-i diadalon felbátorodva, a következő évben betörtek Szíriába. Pakórosz trónörökös és hadvezére, Oszakész i. e. 51-ben egészen Antiochiáig eljutottak, ott azonban Caius Cassius Longinus visszaverte a támadásukat és a rómaiak megölték Oszakészt is. A római polgárháborúban Oródész előbb Pompeiusszal kötött szövetséget, majd i. e. 42-ben csapatokkal segítette Caesar gyilkosait a philippi csatában. Brutus és Cassius híve, Quintus Labienus a vereség után a pártusokhoz menekült és i. e. 39-ben Pakórosz kíséretében betört Szíriába. Az időpontot jól választották meg, mert a birodalom keleti felét kormányzó Marcus Antonius éppen Itáliában tartózkodott, hogy leszámoljon riválisával, Octavianusszal; végül Brundisiumban ideiglenes egyezséget kötöttek.
A pártusok gyorsan megszállták egész Szíriát, Labienus pedig egy külön sereggel Kis-Ázsia felé indult, míg Pakórosz és hadvezére, Barzapharnész a föníciai városokat ostromolták meg. Hamarosan el is foglalták valamennyi tengerparti várost (Türosz kivételével) Ptolemaiszig. Júdeában a Róma-párti II. Hürkanosz főpap, valamint Heródes vereséget szenvedett a pártusok által támogatott II. Antigonosz Mattatiástól. Antigonoszt királlyá koronázták, míg Heródes Maszada erődjében sáncolta el magát.
A sikerek ellenére a pártus uralom gyorsan összeomlott a római ellentámadás következtében. Még i. e. 39-ben Marcus Antonius hadvezére, Publius Ventidius Bassus legyőzte és kivégeztette Labienust. Röviddel később a pártus Pharnapatész vereséget szenvedett Ventidius Bassustól; a vereségek hatására Pakórosz inkább visszavonult hazájába. A következő évben friss erőkkel visszatért, ám Antiochia mellett, a Gindarosz-hegyi csatában vereséget szenvedett és maga is elesett. 

## Halála

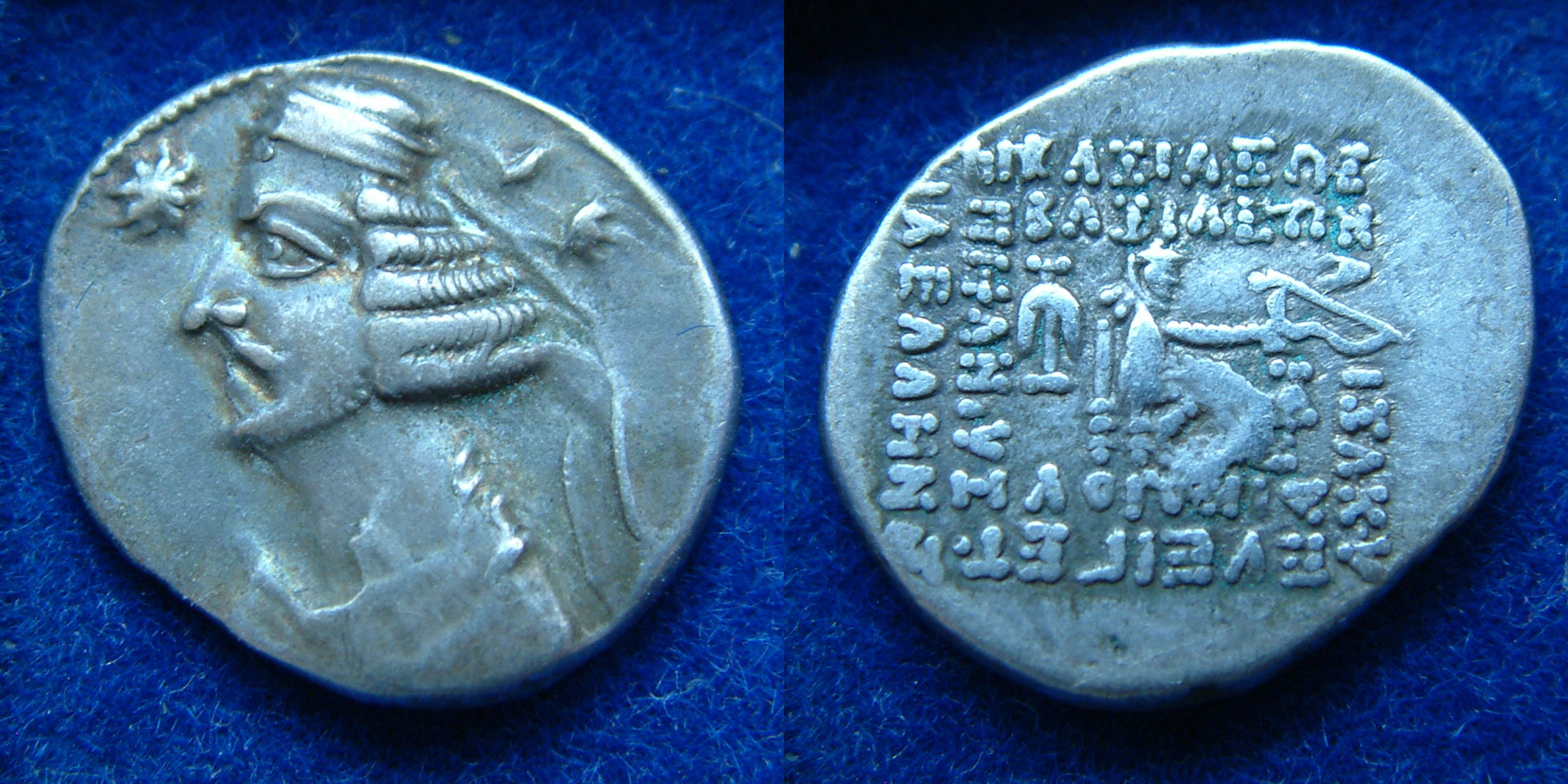
II. Orodes ezüstpénze az ekbatanai pénzverdéből (magyarországi magángyűjtemény)

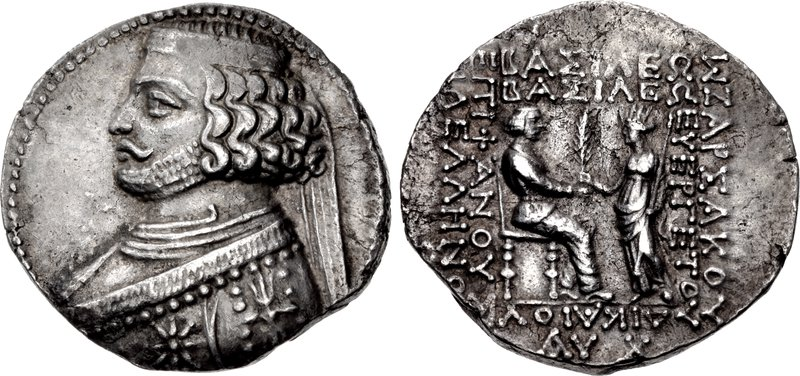
II. Oródész pénze, hátlapján Tükhé képével

Oródész összeomlott kedvenc fiának halála miatt. Átadta a hatalmat másik fiának, IV. Phraatésznek, maga pedig visszavonult. Ezt követően - Cassius Dio szerint - belehalt a bánatba (vagy mert egyszerűen túl öreg volt már). Plutarkhosz viszont azt állítja, hogy Phraatész gyilkoltatta meg; majd megölette harminc féltestvérét, elsősorban Oródész és Laodiké fiait, mert azok anyai rokonságát előkelőbbnek tartotta a magáénál. Feltehetően Laodikét is ekkor érte a halál.

## Pénzei
Oródész a pártus hagyományoknak megfelelő pénzt veretett. Az érmék előlapján saját profilja látható, viszonylag rövid szakállal és hajjal, valamint hosszú bajusszal. Bár nem sikerült azonosítani, de külseje igen hasonlít a Délnyugat-Iránban talált, pártus korból származó sámi bronzszoborhoz. Az érme hátlapján ülő íjász látható, fején sapkával. Egyes érmék hátlapján egy jelenetet ábrázoltak, melyben Tükhé, a szerencse görög istennője jogart ad át Oródésznek. Mivel a pártus időszakban az iráni isteneket is a hellenisztikus hagyománynak megfelelően ábrázolták, Tükhé feltehetően a "hvarenahot", a királyi dicsőséget és szerencsét személyesíti meg. Ez az új megjelenítés talán a király megnövekedett tekintélyére utal a carrhae-i csata után Oródész és fia, IV. Phraatész bocsátptta ki a legtöbb pénzt a pártus királyok közül (talán II. Mithridatész mellett).
Elődeihez hasonlóan Oródész a dinasztiaalapító Arszakész nevét használta címként a pénzein.

## Családfája
|  |  |  |  |  |  |  |  |  |  |  |  |  |  |                     |                     |                     |                     |                     |                     |  |  | III. Phraatész (i. e. 69-57) |          |          |          |          |          |                           |                           |                           |                           |                           |                           |                           |                           |                           |                           |                                |                                |                                |                                |                                |                                |  |  |  |  |  |  |  |  |  |  |  |  |  |  |  |  |  |  |  |  |  |  |  |  |  |  |  |  |  |  |
|  |  |  |  |  |  |  |  |  |  |  |  |  |  |                     |                     |                     |                     |                     |                     |  |  |                              |          |          |          |          |          |                           |                           |                           |                           |                           |                           |                           |                           |                           |                           |                                |                                |                                |                                |                                |                                |  |  |  |  |  |  |  |  |  |  |  |  |  |  |  |  |  |  |  |  |  |  |  |  |  |  |  |  |  |  |
|  |  |  |  |  |  |  |  |  |  |  |  |  |  |                     |                     |                     |                     |                     |                     |  |  |                              |          |          |          |          |          |                           |                           |                           |                           |                           |                           |                           |                           |                           |                           |                                |                                |                                |                                |                                |                                |  |  |  |  |  |  |  |  |  |  |  |  |  |  |  |  |  |  |  |  |  |  |  |  |  |  |  |  |  |  |
|  |  |  |  |  |  |  |  |  |  |  |  |  |  |                     |                     |                     |                     |                     |                     |  |  |                              |          |          |          |          |          |                           |                           |                           |                           |                           |                           |                           |                           |                           |                           |                                |                                |                                |                                |                                |                                |  |  |  |  |  |  |  |  |  |  |  |  |  |  |  |  |  |  |  |  |  |  |  |  |  |  |  |  |  |  |
|  |  |  |  |  |  |  |  |  |  |  |  |  |  | ismeretlen hercegnő | ismeretlen hercegnő | ismeretlen hercegnő | ismeretlen hercegnő | ismeretlen hercegnő | ismeretlen hercegnő |  |  |                              |          |          |          |          |          | II. Oródész (i. e. 57-37) | II. Oródész (i. e. 57-37) | II. Oródész (i. e. 57-37) | II. Oródész (i. e. 57-37) | II. Oródész (i. e. 57-37) | II. Oródész (i. e. 57-37) |                           |                           |                           |                           | IV. Mithridatész (i. e. 57-54) | IV. Mithridatész (i. e. 57-54) | IV. Mithridatész (i. e. 57-54) | IV. Mithridatész (i. e. 57-54) | IV. Mithridatész (i. e. 57-54) | IV. Mithridatész (i. e. 57-54) |  |  |  |  |  |  |  |  |  |  |  |  |  |  |  |  |  |  |  |  |  |  |  |  |  |  |  |  |  |  |
|  |  |  |  |  |  |  |  |  |  |  |  |  |  | ismeretlen hercegnő | ismeretlen hercegnő | ismeretlen hercegnő | ismeretlen hercegnő | ismeretlen hercegnő | ismeretlen hercegnő |  |  |                              |          |          |          |          |          | II. Oródész (i. e. 57-37) | II. Oródész (i. e. 57-37) | II. Oródész (i. e. 57-37) | II. Oródész (i. e. 57-37) | II. Oródész (i. e. 57-37) | II. Oródész (i. e. 57-37) |                           |                           |                           |                           | IV. Mithridatész (i. e. 57-54) | IV. Mithridatész (i. e. 57-54) | IV. Mithridatész (i. e. 57-54) | IV. Mithridatész (i. e. 57-54) | IV. Mithridatész (i. e. 57-54) | IV. Mithridatész (i. e. 57-54) |  |  |  |  |  |  |  |  |  |  |  |  |  |  |  |  |  |  |  |  |  |  |  |  |  |  |  |  |  |  |
|  |  |  |  |  |  |  |  |  |  |  |  |  |  |                     |                     |                     |                     |                     |                     |  |  |                              |          |          |          |          |          |                           |                           |                           |                           |                           |                           |                           |                           |                           |                           |                                |                                |                                |                                |                                |                                |  |  |  |  |  |  |  |  |  |  |  |  |  |  |  |  |  |  |  |  |  |  |  |  |  |  |  |  |  |  |
|  |  |  |  |  |  |  |  |  |  |  |  |  |  |                     |                     |                     |                     |                     |                     |  |  |                              |          |          |          |          |          |                           |                           |                           |                           |                           |                           |                           |                           |                           |                           |                                |                                |                                |                                |                                |                                |  |  |  |  |  |  |  |  |  |  |  |  |  |  |  |  |  |  |  |  |  |  |  |  |  |  |  |  |  |  |
|  |  |  |  |  |  |  |  |  |  |  |  |  |  |                     |                     |                     |                     |                     |                     |  |  | Pakórosz                     | Pakórosz | Pakórosz | Pakórosz | Pakórosz | Pakórosz |                           |                           |                           |                           |                           |                           | IV. Phraatész (i.e. 37-2) | IV. Phraatész (i.e. 37-2) | IV. Phraatész (i.e. 37-2) | IV. Phraatész (i.e. 37-2) | IV. Phraatész (i.e. 37-2)      | IV. Phraatész (i.e. 37-2)      |                                |                                |                                |                                |  |  |  |  |  |  |  |  |  |  |  |  |  |  |  |  |  |  |  |  |  |  |  |  |  |  |  |  |  |  |

## Fordítás
- Ez a szócikk részben vagy egészben  az   Orodes II című angol Wikipédia-szócikk ezen változatának fordításán alapul.  Az eredeti cikk szerkesztőit annak laptörténete sorolja fel. Ez a jelzés csupán a megfogalmazás eredetét és a szerzői jogokat jelzi, nem szolgál a cikkben szereplő információk forrásmegjelöléseként.

| Előző uralkodó: IV. Mithridatész | Pártus király I. e. 57 – I. e. 37 | Következő uralkodó: IV. Phraatész |